# Sceloporus nelsoni
Sceloporus nelsoni este o specie de șopârle din genul Sceloporus, familia Phrynosomatidae, descrisă de L.C. Cochran în anul 1923. A fost clasificată de IUCN ca specie cu risc scăzut.

## Subspecii
Această specie cuprinde următoarele subspecii:
- S. n. nelsoni
- S. n. barrancarum